# 다나스 포즈냐카스
다나스 포즈냐카스(리투아니아어: Danas Pozniakas, 러시아어: Дан Ива́нович Позняк 단 이바노비치 포즈냐크[*], 1939년 10월 19일~2005년 2월 4일)는 소련과 리투아니아의 권투 선수, 심판, 체육행정가로 1968년 하계 올림픽에서 금메달을 획득했다.

## 경력
포즈냐카스는 단 푸지니아크(폴란드어: Dan Późniak)라는 이름으로 폴란드 제2공화국 비아위스토크에서 태어났으며, 1950년대에 소련의 영토가 된 리투아니아 빌뉴스로 이주했다. 13세 때 권투를 시작했으며, 1962년 소련 선수권 대회에서 우승하면서 국가대표로 발탁되었다. 이후 1963년 모스크바에서 열린 1963년 유럽 선수권 대회에서 폴란드의 즈비그니에프 피에트시코프스키의 뒤를 이어 은메달을 획득했다. 이듬해인 1964년에는 1964년 하계 올림픽 소련 국가대표 선발전에서 알렉세이 키셀료프에게 패하면서 올림픽 참가에는 실패했다. 이후 멕시코시티에서 열린 1968년 하계 올림픽에서 1967년 유럽 선수권 대회에서 자신에게 패했던 루마니아의 이온 모네아를 꺾고 금메달을 획득했다. 이후 1969년에는 부쿠레슈티에서 열린 1969년 유럽 선수권 대회에서 모네아를 꺾으며 금메달을 획득했다.
1969년에 현역에서 은퇴했으며, 1974년에 국제 복싱 협회(AIBA) 국제 심판이 되었고, 이후 1983년부터 1988년까지 세이셸 대표팀 코치로 일했다. 소련 해체 후인 1991년부터 1994년까지 리투아니아 권투 연맹의 회장으로 일했다. 2005년에 65세의 나이로 빌뉴스에서 심장 마비로 사망했다.